# Christa Riffel
Pour les articles homonymes, voir Riffel.
Christa Riffel née le 30 juillet 1998 à Karlsruhe, est une coureuse cycliste allemande membre de l'équipe Hitec Products.

## Biographie
À partir de 2012, elle court pour le club du RSV Edelweiß Oberhausen.
En 2015, elle fait partie de l'équipe d'Allemagne aux championnats du monde. Elle connait une mésaventure lors du contre-la-montre. Le commissaire de l'UCI lui reprochant l'usage d'un mauvais braquet. Elle ne peut sortir de la rampe de lancement avant d'avoir opéré à un changement de roue. Elle perd trois minutes dans la manœuvre et obtient du fait la dernière place de la compétition.
En août 2017, elle devient stagiaire dans la formation Canyon-SRAM et termine notamment troisième du 94.7 Cycle Challenge. Elle est recrutée à l'issue de cette période d'essai. 

### 2018
Lors de cette première année, elle termine au neuvième rang du championnat d'Allemagne du contre-la-montre et vice-championne d'Allemagne sur route.

## Palmarès sur route

### Par année
- 2015
  - 2e du championnat d'Allemagne sur route juniors
- 2016
  -  Championne d'Allemagne sur route juniors
  -  Championne d'Allemagne du contre-la-montre juniors
  - Energiewacht Tour juniors
- 2017
  - 3e du 94.7 Cycle Challenge
- 2018
  - 2e du championnat d'Allemagne sur route

### Classements mondiaux
| Année                                 | 2018 | 2019 | 2020 |
| ------------------------------------- | ---- | ---- | ---- |
| Classement UCI                        | 158e | 256e | 513e |
| UCI World Tour                        | nc   | nc   | 155e |
|                                       |      |      |      |
| Légende : nc = non classéSource : UCI |      |      |      |

## Palmarès sur piste

### Championnats d'Allemagne
- 2014
  -  Championne d'Allemagne de la course aux points cadettes